# تل تل
تل تل، روستایی است از توابع بخش مرکزی شهرستان گناوه استان بوشهر ایران.
این روستا جزئی از دهستان حیات داوود می‌باشد که در ۱۰ کیلومتری شمال شرقی این بندر گناوه و در طول جغرافیایی ۵۰درجه و۳۱ دقیقه ‏ ۳۳′ ‎۵۰° شرقی و عرض جغرافیایی ‏ ۳۹′ ‎۲۹° شمالی قرار دارد. ارتفاع این روستا از سطح دریا ۱۷ متر می‌باشد و مانند شبه جزیره ای سه طرف آن را رودخانه‌های فصلی درهٔ گپ و درهٔ بون از شمال، غرب، جنوب و جنوب شرقی احاطه کرده‌است که در گذشته تنها از طریق شمال شرقی و از راه مال‌رو رفت و آمد امکان‌پذیر بود ولی اکنون در دو سوی این روستا پل‌هایی بر روی رودخانه‌های یاد شده احداث گردیده که امکان تردد را حتی در روزهای بارانی و زمستان به راحتی میسر می سازد. 

## جمعیت
این روستا در دهستان حیات داوود قرار دارد و بر اساس سرشماری رسمی در سال ۱۳۹۵ آمار جمعیت آن ۲۰۶ نفر می‌باشد بر همین اساس در سال ۱۳۸۵ آمار جمعیت آن ۱۷۰نفر (۳۷خانوار) بوده‌است.